# Hemiceratoides
Hemiceratoides là một chi bướm đêm thuộc họ Noctuidae.

## Các loài
- Hemiceratoides hieroglyphica Saalmüller, 1891
- Hemiceratoides sittaca Karsch, 1896.
- Hemiceratoides vadoni Viette 1976